# Rašeliniská Oravských Beskýd
Rašeliniská Oravských Beskýd este o arie protejată (arie specială de conservare — SAC, sit de importanță comunitară — SCI) din Slovacia întinsă pe o suprafață de 130,94 ha, integral pe uscat.

## Localizare
Centrul sitului Rašeliniská Oravských Beskýd este situat la coordonatele 49°30′03″N 19°15′19″E / 49.500833°N 19.255278°E.

## Înființare
Situl Rašeliniská Oravských Beskýd a fost declarat sit de importanță comunitară în aprilie 2004 pentru a proteja 1 specie de plante și 2 specii de animale. Situl a fost protejat și ca arie specială de conservare în martie 2004.

## Biodiversitate
Situată în ecoregiunea alpină, aria protejată conține 3 habitate naturale: Mlaștini împădurite, Mlaștini turboase de tranziție și turbării mișcătoare, Mlaștini oligotrofe degradate, capabile încă de regenerare naturală.
La baza desemnării sitului se află mai multe specii protejate:
- plante (1): Tozzia carpathica
- amfibieni (2): izvoraș-cu-burta-galbenă (Bombina variegata), Triturus montandoni

Pe lângă speciile protejate, pe teritoriul sitului au mai fost identificate 1 specie de plante, 1 specie de nevertebrate.